# Turzyca niska
Turzyca  niska (Carex humilis Leyss.) – gatunek byliny z rodziny ciborowatych. Występuje w południowej i środkowej Europie oraz w rejonie Kaukazu, Ałtaju i  w północnych Chinach. W Polsce dość często w pasie wyżyn na południowym wschodzie wraz z przyległym odcinkiem doliny Wisły, poza tym bardzo rozproszony na pojedynczych stanowiskach w zachodniej części kraju.

## Morfologia

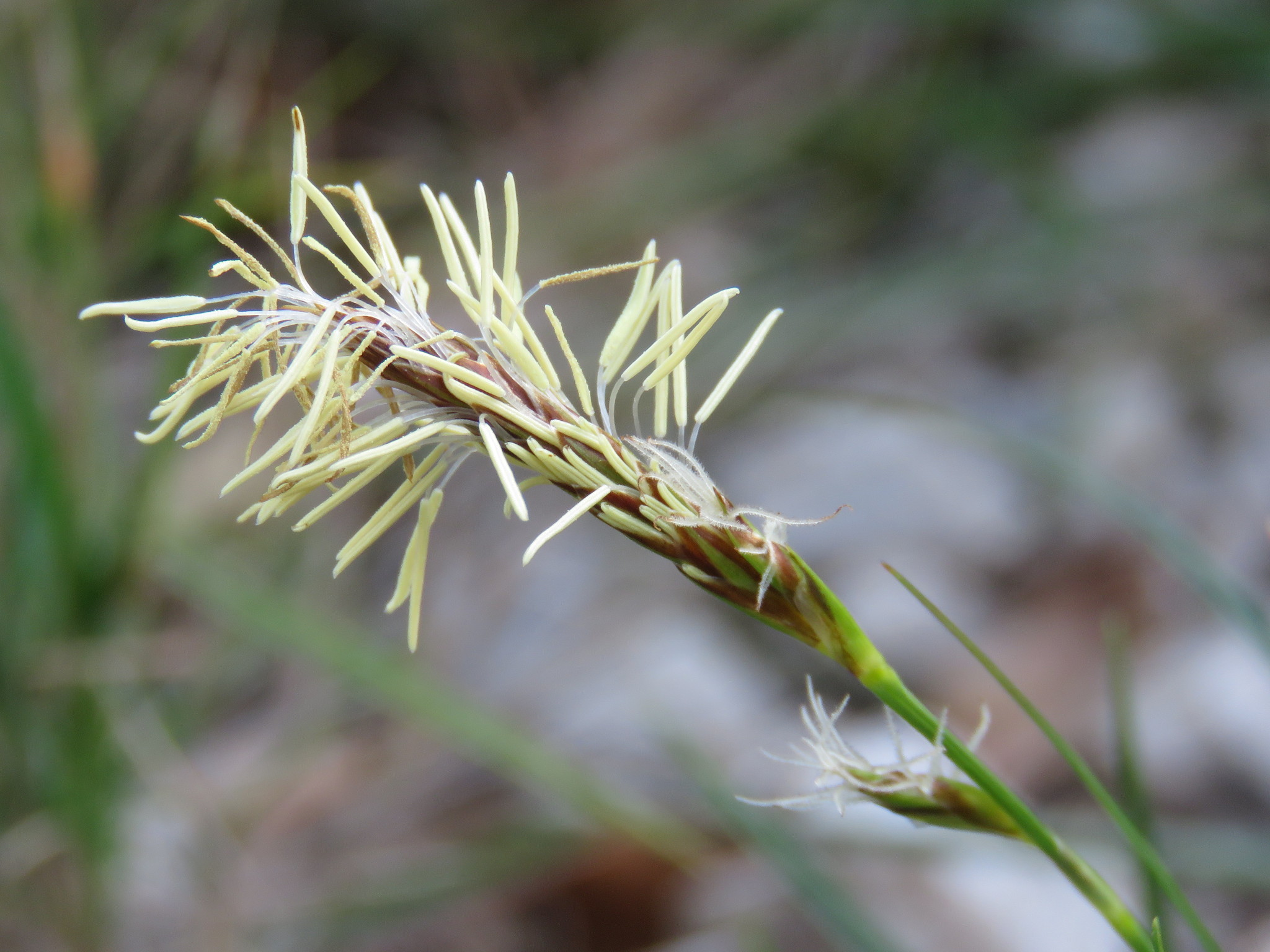
Kłosy z kwiatami

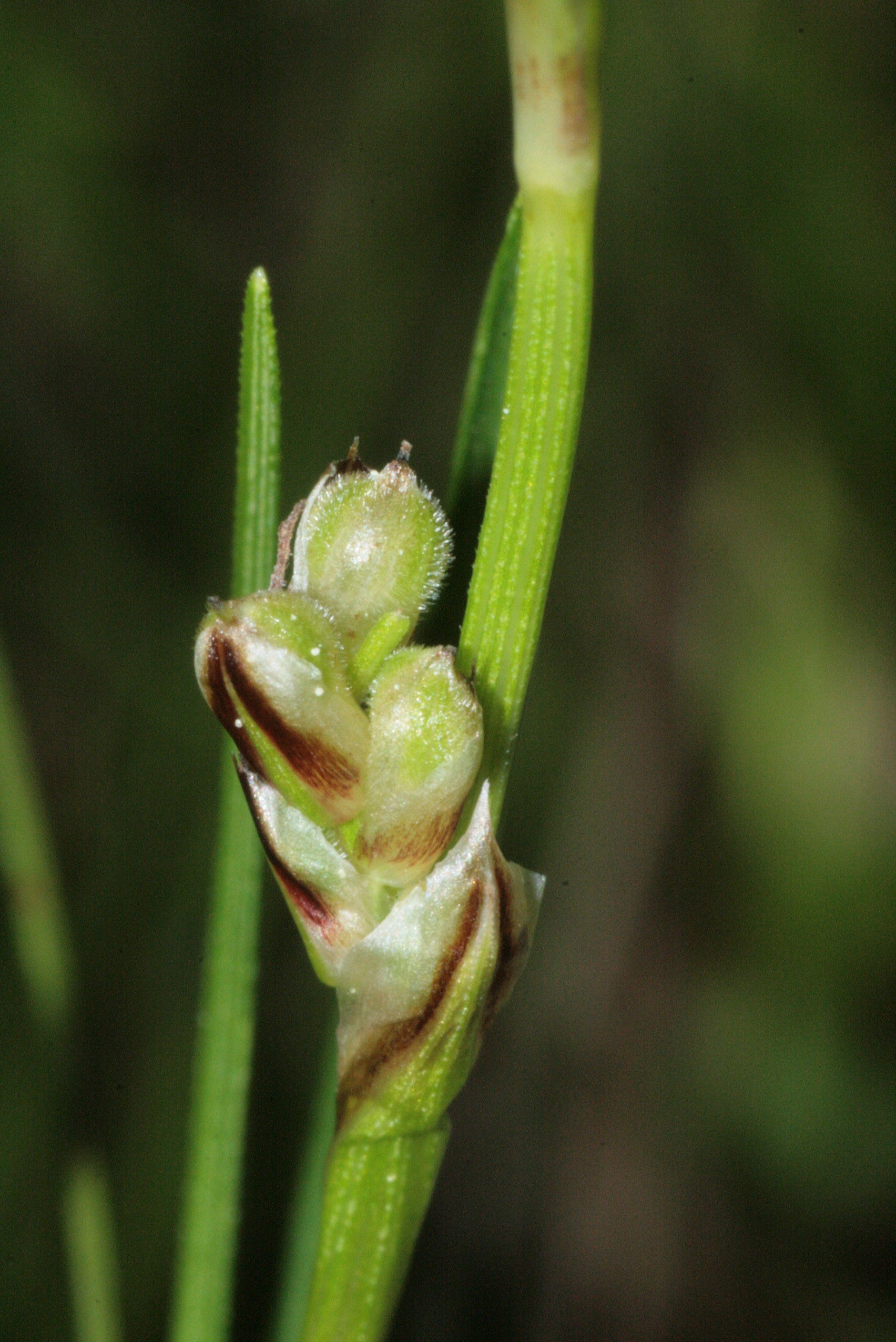
Kłos z owocami

PokrójRoślina trwała, wysokości 2-15 cm, tworzy pierścieniowate darnie.
ŁodygaU nasady ulistniona, słabo trójkanciasta, przeważnie krótsza od liści.
LiściePochwy liściowe czerwonobrązowe, siatkowato włókniste. Blaszki liściowe sztywne, na brzegach szorstkie, szerokie 1-2mm., szarozielone.
KwiatyKwiatostan luźny, składający się z 3-5 szypułkowych, wzniesionych kłosów. Najwyższy kłos z kwiatami męskimi, pozostałe z żeńskimi. Kłosy żeńskie z dużą pochwowatą podsadką. Przysadki brązowe, z zielonym grzbietem, biało obrzeżone. Pęcherzyki 2,5-3 mm, żółtozielone lub czerwonobrązowe z niewyraźnym dzióbkiem, krótko owłosione. Słupek o 3 znamionach. Kwitnie od marca do maja.
OwoceOrzeszek trójkanciasty.

## Występowanie
Suche murawy, świetliste lasy.

## Zagrożenia i ochrona
Gatunek umieszczony na polskiej czerwonej liście w kategorii NT (bliski zagrożenia).